# Mecanisme de jou escocès

Jou escocès.

Per jou escocès s'entén un mecanisme que permet transformar un moviment rectilini alternatiu (d'una guia) en un moviment de rotació (d'una manovella i el seu arbre).
També pot funcionar a l'inrevés canviant la rotació d'un arbre i una manovella en un moviment alternatiu rectilini.
Una aplicació típica és en motors de combustió interna i pneumàtics o en compressors alternatius.

## Anàlisi del moviment
Si l'arbre de sortida (o entrada) es mou a velocitat constant el moviment la guia d'entrada (o de sortida) té un moviment sinusoidal pur.

## Avantatges
Comparant-lo amb un mecanisme de biela-manovella el mecanisme de jou escocès té alguns avantatges:
- Menys peces mòbils
- Funcionament més suau (en el sentit d'acceleracions més petites)
- Velocitat menor en els extrems (P.M.S. Punt Mort Superior i P.M.I. Punt Mort Inferior; en l'animació extrems dret i esquerre) i, per tant, temps de recorregut més llargs prop dels punt indicats. (En teoria aquesta característica hauria de millorar el rendiment en els motors amb cicles de combustió a volum constant).[2]
- En aplicacions a motors i compressors de pistó pot eliminar-se el buló. A més, la força lateral deguda a l'angle que forma la biela no existeix. (Cal tenir en compte però la força de reacció de la guia contra la manovella).

## Desavantatges
- Possible desgast en el trau colís de la guia i el coixinet corresponent, per culpa del moviment alternatiu i les altes pressions que compliquen la lubrificació.
- Pèrdua de calor en el P.M.S. (Menys velocitat, més temps de combustió, més facilitat perquè la calor de combustió passi a les parets de la cambra de combustió).[2]

## Aplicacions
Una aplicació pseuoestàtica (a velocitat molt petita) del mecanisme de jou escocès és en actuadors (servomotors) per a valvules de control (o regulació) d'alta pressió en oleoductes i gasoductes.
Ha estat aplicat en motors de combustió interna (com els motors Bourke i SyTech). També en motors de vapor i aire calent.
En motors pneumàtics (d'aire comprimit) per a moure cabrestants el sistema ha demostrat un funcionament satisfactori des de fa molts anys.
Alguns experiments documenten que en cicles de combustió a volum constant (Otto, Bourke i similars) el mecanisme de jou escocès no funciona prou bé per culpa de les pèrdues de calor associades als temps més llargs en la zona del P.M.S. Sí que aniria bé en motors de injeccció estratificada (motors dièsel).